# Luca Turilli's Dreamquest
Luca Turilli's Dreamquest var ett italienskt gothic metalband. Bandets frontman var Luca Turilli som även spelade i bandet Rhapsody of Fire (1995–2011). Han spelar också i soloprojektet Luca Turilli.

## Medlemmar
Senaste medlemmar
- Luca Turilli – keyboard, synthesizer, piano, sampling (2005–?)
- Dominique Leurquin – gitarr
- Myst (Bridget Fogle) – sång
- Robert Hunecke-Rizzo – trummor
- Sascha Paeth – basgitarr

## Diskografi
Studioalbum
- Lost Horizons (2006)

Singlar
- "Virus" (2006)